# Sega Touring Car Championship
Sega Touring Car Championship (jap. セガ ツーリングカーチャンピオンシップ) ist ein Arcade-Spiel, das von Segas hauseigenem Studio AM3 entwickelt wurde. Das Rennspiel ist in der Deutschen Tourenwagen-Meisterschaft (DTM)-Serie angesiedelt.

## Gameplay
Der Spieler übernimmt die Rolle eines Rennfahrers, der an der Deutschen Tourenwagen-Meisterschaft 1995 mit einem Fahrzeug seiner Wahl teilnimmt. Typisch für Arcade-Spiele ist das recht strenge Zeitlimit, das nur durch Absolvieren einer Runde aufgestockt werden kann. Letztendlich ist das Spielziel das Erreichen eines guten Highscores.
Die Portierung für das Sega Saturn wurde gegenüber der Arcade-Fassung erweitert; neben der DTM-Saison 1995 ist noch die International Touring Car Championship (ITC) 1996 enthalten. Außerdem gibt es zusätzliche Fahrzeuge.

## Kritiken
Das Spiel erhielt von der Fachpresse überwiegend gute Kritiken.